# Cudoniella junciseda
Cudoniella junciseda är en svampart som först beskrevs av Josef Velenovský, och fick sitt nu gällande namn av Dennis 1968. Cudoniella junciseda ingår i släktet Cudoniella och familjen Helotiaceae.   Inga underarter finns listade i Catalogue of Life.